# 谷可成
谷可成（?—1644年），陕西米脂人。大顺重要将领，封蕲侯。
崇祯四年（1631年），李自成在米脂发动起义，谷可成为参与者，号九条龙。崇祯十三年（1640年），谷可成随李自成征战中原。十五年，左良玉军至武安，谷可成迎战，并在此战中负伤。十六年三月，李自成在襄阳设立五营军制，谷可成为前营制将军。八至十月，闯军与明孙传庭军作战，在郏县前营果毅将军谢君友被俘杀，在南阳会战中闯军大破明军。
大顺永昌元年（1644年），李自成在西安建国，分封功臣，谷可成被封为蕲侯。随后，谷可成随李自成进军北京。三月十五日，谷可成至居庸关，明唐通降。后攻陷北京，谷可成居明驸马万炜第，参与捉赃助饷。
之后，谷可成随李自成出兵山海关。及一片石战役战败之后，李自成退出北京，谷可成与左光先断后。五月，战于望都，顺军不敌清吴联军，谷可成被吴三桂俘杀。